# Ismail Merchant
Ismail Merchant (ur. 25 grudnia 1936 w Bombaju, zm. 25 maja 2005 w Londynie) – brytyjski producent filmowy pochodzenia indyjskiego, życiowy partner oraz współpracownik reżysera Jamesa Ivory'ego. Sam również wyreżyserował kilka filmów.

## Życiorys
Do USA przybył w wieku 22 lat, by studiować ekonomię na New York University. W 1960 wyprodukował swój pierwszy krótkometrażowy film The Creation of Woman, który pojawił się na MFF w Cannes i zdobył nominację do Oscara.
W tym samym czasie spotkał Jamesa Ivory’ego, z którym założył wkrótce spółkę producencką Merchant Ivory Productions. W 1963 powstał ich pierwszy film The Householder. Razem stworzyli blisko 40 filmów, do wielu z nich scenariusz napisała Ruth Prawer Jhabvala. Współpraca Merchanta i Ivory’ego trwająca ponad 40 lat trafiła nawet do Księgi rekordów Guinnessa jako najdłużej trwająca współpraca w historii kina niezależnego.
W 1993 Merchant wyreżyserował swój debiutancki film In Custody. Znany był także ze swojej twórczości pisarskiej - pisał nie tylko o filmie, ale także o kuchni indyjskiej.
Zasiadał w jury konkursu głównego na 55. MFF w Wenecji (1998). W 2002 został odznaczony Orderem Padma Bhushan.

## Filmografia
- The Householder (1963)
- Shakespeare Wallah (1965)
- Europejczycy (The Europeans, 1979)
- Heat and Dust (1983)
- Pokój z widokiem (A Room With a View, 1985)
- Powrót do Howards End (Howards End, 1992)
- Okruchy dnia (The Remains of the Day, 1993)
- Jefferson w Paryżu (Jefferson in Paris, 1995)
- Picasso – twórca i niszczyciel (Surviving Picasso, 1996)
- Rozwód po francusku (Le Divorce, 2003)

## Nagrody
- Nagroda BAFTA
  - 1987: Pokój z widokiem
  - 1993: Powrót do Howards End